# Tu m’appelles
Tu m’appelles (französisch für „Du rufst mich“) ist ein Lied des deutschen Popsängers Adel Tawil, in Kooperation mit der deutsch-bulgarischen Singer-Songwriterin Peachy. Das Stück ist die erste Singleauskopplung aus seinem dritten Studioalbum Alles lebt.

## Entstehung und Artwork
Tu m’appelles wurde gemeinsam von Robin Grubert, Ricardo Munoz Repko, Thomas Stengaard Petersen, Patrick Salmy, Adel Tawil, Mario Wesser und Alexander Zuckowski geschrieben. Die Produktion erfolgte durch die Zusammenarbeit von Grubert, Salmy sowie Marcel Uhde (Juh-Dee), als Koproduzent unterstützte Melvin „Mesh“ Schmitz die Produktion. Salmy zeichnete darüber hinaus für die Instrumentalisierung in Form von Gitarren sowie die Programmierung verantwortlich. Abgemischt wurde das Stück durch Grubert und Zuckowski. Die Aufnahmen erfolgten unter der Leitung von Yunus „Kingsize“ Cimen, Mesh und Uhde.
Auf dem Cover der Single ist lediglich – neben Künstlernamen und Liedtitel – Tawil, mit einem Megafon, zu sehen. Der Hintergrund ist lila und türkis gehalten. Tawil ist komplett in schwarz gekleidet und hält das giftgrüne Megafon in seiner rechten Hand, während er von seinem orangen Würfel in die Luft springt. Die Fotografie stammt von Sebastian Magnani.

## Veröffentlichung und Promotion
Die Erstveröffentlichung von Tu m’appelles erfolgte als Einzeldownload am 12. April 2019 durch das Musiklabel Okapi Records. Verlegt wurde das Lied durch Budde Music, den Catchy Music Verlag, Mum Edition, Song Legend Publishing sowie den Songreiter Musikverlag. Der Vertrieb erfolgte durch BMG Rights Management. Um das Lied zu bewerben erfolgte unter anderem ein Soloauftritt Tawils in der ProSieben-Show 1:30.

## Inhalt
Der Liedtext zu Tu m’appelles ist bilingual in deutscher und französischer Sprache gehalten. Der Titel bedeutet ins Deutsche übersetzt so viel wie „Du rufst mich“. Die Musik wurde gemeinsam von Robin Grubert, Thomas Stengaard Petersen, Ricardo Munoz Repko, Patrick Salmy und Adel Tawil komponiert, der Text wurde von Repko, Salmy, Tawil, Mario Wesser sowie Alexander Zuckowski geschrieben. Musikalisch bewegt sich das Lied im Bereich der Popmusik. BMG beschrieb das Lied als ein Stück über die „Verbundenheit der Menschen“, dass von der „bedingungslosen, unaufhaltsamen Bereitschaft“ für jemanden da zu sein handele.
Aufgebaut ist das Lied auf zwei Strophen, einer Bridge sowie einem Refrain. Das Lied beginnt mit der ersten Strophe, deren erster Teil auf Deutsch von Tawil und deren zweiter Teil auf Französisch von Peachy gesungen wird. An die erste Strophe schließt sich die Bridge an, an die wiederum gleich der Refrain anschließt. Die Bridge ist komplett in Deutsch verfasst. Der Refrain beinhaltet den französischen Ausruf „Tu m'appelles“ (französisch für „Du rufst mich“) beziehungsweise „Si tu m'appelles, tu m'appelles, tu m'appelles“ (französisch für „Wenn du mich rufst, du mich rufst, du mich rufst“ oder: „Wenn du mich rufst, dann rufst du mich, rufst du mich“). Die zweite Strophe ist wieder je zur Hälfte in Deutsch und Französisch unterteilt, wobei diese mit dem französischen Teil beginnt und mit dem deutschen Teil endet. Darauf folgt erneut die von Tawil besungene Bridge sowie zum Abschluss der sich wiederholende Refrain, der diesmal gemeinsam von Peachy und Tawil interpretiert wird.

« Tu m'appelles.

Ruf meinen Namen von jedem Ort der Welt.

Dann finde ich dich und fang' dich, wenn du fällst.

Keine Wüste, kein Sturm, der mich aufhält.

Si tu m'appelles, tu m'appelles, tu m'appelles. »

## Musikvideo
Das Musikvideo zu Tu m’appelles wurde in Paris gedreht und feierte am 3. Mai 2019 auf der Videoplattform YouTube seine Premiere. Zu sehen sind Peachy und Tawil, die alleine oder gemeinsam das Lied an verschiedenen Drehorten singen. Die Gesamtlänge des Videos beträgt 3:24 Minuten. Regie führten Plug und Jakub Rzucidlo. Bis Mai 2025 zählte das Video über 16 Millionen Aufrufe bei YouTube.

## Mitwirkende
| Liedproduktion - Yunus „Kingsize“ Cimen: Tonmeister - Robin Grubert: Abmischung, Komponist, Musikproduzent - Peachy: Gesang - Ricardo Munoz Repko: Komponist, Liedtexter - Patrick Salmy: Gitarre, Komponist, Liedtexter, Musikproduzent, Programmierung - Melvin „Mesh“ Schmitz: Koproduzent, Tonmeister - Thomas Stengaard Petersen: Komponist - Adel Tawil: Gesang, Komponist, Liedtexter - Marcel Uhde (Juh-Dee): Musikproduzent, Tonmeister - Mario Wesser: Liedtexter - Alexander Zuckowski: Abmischung, Liedtexter Unternehmen - 100Blackdolphins: Filmproduzent - BMG Rights Management: Vertrieb - Budde Music: Verlag - Catchy Music Verlag: Verlag - Mum Edition: Verlag - Okapi Records: Musiklabel - Song Legend Publishing: Verlag - Songreiter Musikverlag: Verlag | Artwork - Sebastian Magnani: Fotograf (Cover) Musikvideo (Auswahl) - Ali Akgül: Creative Producer - Aaron Amoatey: Schauspieler (Tänzer) - Aaliyah Darouiche: Schauspieler (Tänzer) - Efi Dimitriadou: Filmproduzentassistent - Pia Eberhard: Filmproduzentassistent - Felix Würkner: Schauspieler (Tänzer) - Loris Gleixner: Kameraassistent - Philipp Höbel: Filmeditor - Inmotion: Filmproduzent - Plug: Regisseur - Jakub Rzucidlo: Filmproduzent, Regisseur - Bastian Ried: Kameramann - Maria Ried: Filmproduzent - Tatjana Wenig: Kreativdirektor - Felix Würkner: Schauspieler (Tänzer) - Manuel Zoller: Filmproduzentassistent |

## Rezeption

### Rezensionen
Das deutschsprachige Online-Magazin laut.de beschrieb Tu m’appelles als „Schmachtbacken-Schlager vom Reißbrett“ sowie als „Single für die hemmungslose Radiorotation“. Des Weiteren bezeichneten sie das Stück als „lieblos dahingeschludert“, „pathetisch“ und „schwülstig“.

### Chartplatzierungen
Tu m’appelles erreichte nach seiner Veröffentlichung in Deutschland zunächst nur mehrere Wochen die Single-Trend-Charts. Mit der Veröffentlichung des Albums Alles lebt erreichte die Single letztendlich die offiziellen Singlecharts und erreichte mit Position 48 seine höchste Chartnotierung. Es konnte sich 13 Wochen in den Top 100 der deutschen Singlecharts halten. Darüber hinaus konnte sich die Single mehrere Wochen in den iTunes-Tagesauswertungen platzieren und erreichte mit Position 15 am 13. April 2019 seine höchste Chartnotierung. In der Schweiz erreichte Tu m’appelles Position 30 der Singlecharts und konnte sich 23 Wochen in den Charts halten. Ein Charterfolg in den österreichischen Singlecharts blieb der Single verwehrt. 2019 platzierte sich die Single auf Position 49 der deutschen Airplay-Jahrescharts und war damit nach Hoch (Tim Bendzko) und Auf das, was da noch kommt (Lotte & Max Giesinger) der dritt meistgespielte Titel des Jahres.
Für Tawil ist Tu m’appelles der 18. Charterfolg in Deutschland und der 13. Charterfolg in der Schweizer Hitparade als Interpret sowie der 33. beziehungsweise 16. Charterfolg als Autor. Peachy erreichte erstmals als Interpretin die Singlecharts beider Länder. Zuckowski erreichte hiermit zum 25. Mal die Charts in Deutschland sowie zum 16. Mal die Schweizer Hitparade als Autor. Für Uhde in seiner Produktionstätigkeit ist es der 29. Charterfolg in Deutschland und der zwölfte in der Schweiz. Grubert erreichte zum 19. Mal die Singlecharts in Deutschland als Autor sowie zum neunten Mal in der Schweiz. Als Produzent ist es sein achter Charterfolg in Deutschland und der fünfte in der Schweiz. Für Wesser in seiner Autorentätigkeit ist es der 16. Charterfolg in Deutschland sowie der sechste in der Schweiz. Salmy erreichte als Produzent mit Tu m’appelles zum fünften Mal die deutschen sowie zum vierten Mal die Schweizer Singlecharts. In seiner Autorentätigkeit erreichte er – wie auch Repko – hiermit nach Back to the Start (Michael Schulte) zum zweiten Mal die deutschen Singlecharts, in der Schweiz ist es sein erster Charterfolg in dieser Funktion. Steengard erreichte hiermit nach Only Teardrops (Emmelie de Forest) und You Let Me Walk Alone (Michael Schulte) jeweils zum dritten Mal die Singlecharts in seiner Autorentätigkeit in Deutschland und Österreich.
| ChartsChartplatzierungen | Höchstplatzierung | Wochen |
| ------------------------ | ----------------- | ------ |
| Deutschland (GfK)        | 48 (13 Wo.)       | 13     |
| Schweiz (IFPI)           | 30 (23 Wo.)       | 23     |

### Auszeichnungen für Musikverkäufe
Im Februar 2023 wurde für Tu m’appelles eine Goldene Schallplatte für über 200.000 verkaufte Einheiten in Deutschland vergeben.
| Land/Region        | Auszeichnungen für Musikverkäufe (Land/Region, Auszeichnung, Verkäufe) | Verkäufe |
| ------------------ | ---------------------------------------------------------------------- | -------- |
| Deutschland (BVMI) | Gold                                                                   | 200.000  |
| Insgesamt          | 1× Gold ·                                                              | 200.000  |